# Осовий Яр
Безіменна (рос. б. Осовый Яр) — балка (річка) в Україні у Срібнянському, Ічнянському й Прилуцькому районах Чернігівської області. Ліва притока річки Смош (басейн Десни).

## Опис
Довжина балки приблизно 14,62 км, найкоротша відстань між витоком і гирлом —12,06  км, коефіцієнт звивистості річки — 1,21 . Формується багатьма безіменними балками та загатами. Балка частково висихає.

## Розташування
Бере початок на північно-західній стороні від села Сокоринці. Тече переважно на північний західж понад селом Степ і у заболоченій місцині на північній околиці села Ряшки впадає у річку Смош, ліву притоку Удаю.

## Цікаві факти
- На південно-східній стороні від витоку балки на відстані приблизно 4,34 км розташований Сокиринський архітектурно-парковий комплекс[2].